# Amt Schwaan
Urząd Schwaan (niem. Amt Schwaan) – urząd w Niemczech, leżący w kraju związkowym Meklemburgia-Pomorze Przednie, w powiecie Rostock. Siedziba urzędu znajduje się w miejscowości Schwaan.
W skład urzędu wchodzi siedem gmin:
1. Benitz
2. Bröbberow
3. Kassow
4. Rukieten
5. Schwaan
6. Vorbeck
7. Wiendorf